# Корнежилы
Корнежилы (лат. Hylastes) — род жуков семейства короедов. Количество видов, согласно разным источникам, от 17 до 40, 50 и 87.

## Описание
Тело удлинённое, цилиндрической формы, окраска чёрная. Длина от 2 до 5,5 мм. У некоторых видов пропорции тела могут отличаться у особей разного пола и варьироваться у отдельных экземпляров.

## Распространение
Распространены в Северном полушарии. Широко распространённый вид Hylastes ater встречается в Европе, Азии и Северной Америке; в Южной Америке и Австралии — инвазивный вид. В России достоверно подтверждены семь видов, в том числе украинский корнежил (H. angustatus), чёрный корнежил (H. ater), кавказский корнежил (H. attenuatus), сибирский корнежил (H. brunneus), еловый корнежил (H. cunicularius), малый корнежил (H. opacus), японский корнежил (H. obscurus).

## Образ жизни
Предпочитают влажные места. Личинки развиваются под корой хвойных деревьев: на прикорневой части ствола и верхних частях корней, реже на лежащих стволах и ветках. В частности, еловый корнежил селится на глубине 30-35 см, иногда выгрызая ходы до 75 см глубиной. Взрослые жуки также могут быть найдены под камнями и на наземной растительности.

## Значение
Наносят большой вред хвойным породам: ели, сосне, иногда лиственнице. Наибольший ущерб причиняют сибирский и еловый корнежилы. Основной вред приносят имаго, а не личинки: они подгрызают корни и кору молодых деревьев и саженцев. Для профилактики повреждений и борьбы с корнежилами производится химическая обработка свежих пней, а также химическая защита саженцев перед посадкой.